# Uvijek vjerni
Uvijek vjerni je naziv nekad službenog, a danas rasformiranog kluba navijača hrvatske nogometne reprezentacije osnovan u ožujku 2008. godine u suradnji s Hrvatskim nogometnim savezom. Simbol kluba su krila, a sam naziv prijevod je latinske fraze Semper fidelis.
U Klub se od osnutka do kraja 2011. godine učlanilo više od 17.000 navijača hrvatske nogometne reprezentacije iz cijelog svijeta, koji su prisutni na svim domaćim i gostujućim utakmicama repezentacije.
U suradnji s matičnim savezima Klub je organizirano pratio i hrvatske reprezentacije u drugim sportovima na velikim natjecanjima (rukomet, vaterpolo).
Od 2009. godine Klub je ustanovio nagradu "Vatrena krila" kojom se po glasovima navijača nagrađuje najsrčaniji hrvatski reprezentativac u protekloj godini.

## Vanjske poveznice
- Službena stranica  Arhivirana inačica izvorne stranice od 9. prosinca 2019. (Wayback Machine)